# Gordana Grubin
Gordana Grubin (in serbo Гордaнa Грубин?; Zrenjanin, 20 agosto 1972) è un'ex cestista jugoslava, professionista nella WNBA.

## Carriera
Con la Jugoslavia ha disputato i Campionati europei del 1999.
Con la Serbia e Montenegro ha disputato i Campionati europei del 2003.